# Justice Christopher
Justice Christopher (ur. 24 grudnia 1981 w Jos, zm. 9 marca 2022) – piłkarz nigeryjski grający na pozycji środkowego pomocnika.

## Kariera klubowa
Christopher pochodzi z miasta Jos. Pierwszym klubem w jego piłkarskiej karierze była Katsina United, w barwach której zadebiutował w Pepsi Pro League w 1999 roku w wieku niespełna 19 lat. Rok 2000 przyniósł Christopherowi zamianę klubu na Sharks FC. Z zespołem z Port Harcourt zajął 7. miejsce, a dobra gra spowodowała, że Justice przeszedł do Bendel Insurance. W kwietniu 2001 został uznany piłkarzem miesiąca w Nigerii, co było dla młodego piłkarza dużym wyróżnieniem. 6 maja w wyjazdowym meczu z Gabros International Christopher zasłabł z powodu przemęczenia organizmu i został odwieziony do szpitala. Po kilkunastu dniach powrócił na boisko, ale sezonu w Nigerii już nie dokończył, gdyż w sierpniu 2001 wyjechał do Europy.
Trafił do belgijskiego Royal Antwerp FC. Zagrał 14 meczów (większość w pierwszym składzie) i zdobył 1 gola, czym przyczynił się do uniknięcia degradacji z Eerste Klasse przez klub z Antwerpii. Po roku gry w Belgii wyjechał do Bułgarii i podpisał 4-letni kontrakt z mistrzem kraju, Lewskim Sofia. W Lewskim spotkał między innymi swojego kolegę z reprezentacji Garbę Lawala. W lidze bułgarskiej rozegrał 2 mecze i doznał ciężkiej kontuzji, która wyeliminowała go z gry do końca sezonu. Jak się potem okazało uraz był na tyle groźny, że Christopher opuścił także cały sezon 2003/2004 i kierownictwo klubu z Sofii zadecydowało o rozwiązaniu kontraktu z piłkarzem. Przez pół roku pozostawał bez klubu, a gdy w końcu wyleczył kontuzję, został graczem beniaminka Allsvenskan, Trelleborgs FF. W lidze zagrał w 13 meczach, ale zespół był najsłabszy w lidze, wygrał tylko 2 mecze i zdobył 13 punktów. Zajmując ostatnią lokatę spadł do drugiej ligi. W 2005 roku razem z rodakiem Issaciem Okoronkwo podpisali kontrakty z Ałaniją Władykaukaz. W rosyjskiej lidze zagrał w 7 meczach, ale klub nie zdołał się utrzymać i zajmując przedostatnie 15. miejsce spadł do Rosyjskiej Drugiej Dywizji (odpowiednik 2. ligi). Na drugim froncie grał przez pierwszą połowę 2006 roku, a latem został zawodnikiem duńskiego Herfølge Boldklub. Grał w nim do 2007 roku i następnie przerwał karierę. W 2012 roku wrócił do gry w piłkę i przez dwa lata występował w Nasarawa United.
| Sezon   | Klub                | Kraj     | Rozgrywki                 | Mecze | Bramki |
| ------- | ------------------- | -------- | ------------------------- | ----- | ------ |
| 1999    | Katsina United      | Nigeria  | Premier League            | ?     | ?      |
| 2000    | Sharks FC           | Nigeria  | Premier League            | ?     | ?      |
| 2001    | Bendel Insurance    | Nigeria  | Premier League            | ?     | ?      |
| 2001/02 | Royal Antwerp FC    | Belgia   | Eerste Klasse             | 14    | 1      |
| 2002/03 | Lewski Sofia        | Bułgaria | Bułgarska Grupa A         | 2     | 0      |
| 2003/04 | Lewski Sofia        | Bułgaria | Bułgarska Grupa A         | 0     | 0      |
| 2004    | Trelleborgs FF      | Szwecja  | Allsvenskan               | 13    | 0      |
| 2005    | Ałanija Władykaukaz | Rosja    | Priemjer-Liga             | 7     | 0      |
| 2006    | Ałanija Władykaukaz | Rosja    | Rosyjska Pierwsza Dywizja | ?     | ?      |
| 2006/07 | Herfølge Boldklub   | Dania    | Superligaen               | 11    | 0      |
| 2012    | Nasarawa United     | Nigeria  | Premier League            | ?     | ?      |
| 2013    | Nasarawa United     | Nigeria  | Premier League            | ?     | ?      |

## Kariera reprezentacyjna
W 2001 roku Christopher był kapitanem młodzieżowej reprezentacji Nigerii, trenowanej przez Stephena Keshi i wywalczył z nią w Etiopii Młodzieżowe Mistrzostwo Afryki U-20. Został wybrany drugim najlepszym piłkarzem mistrzostw po reprezentancie Angoli Pedro Mantorrasie.
W tym samym roku, 5 maja zadebiutował w pierwszej reprezentacji "Super Orłów", w wygranym 2:0 meczu z Liberią rozegranym w ramach kwalifikacji do MŚ 2002. Z powodu kontuzji Celestine Babayaro i Ifeanyi Udeze z konieczności wystąpił na lewej obronie, za występ na tej pozycji zebrał dużo pochwał od trenera Shaibu Amodu.
W 2002 roku wystąpił w Pucharze Narodów Afryki, na którym Nigeria wywalczyła brązowy medal. W lecie został powołany przez Festusa Onigbinde na finały MŚ w Korei i Japonii. Tam zagrał we wszystkich 3 meczach swojej drużyny – z Argentyną (0:1), ze Szwecją (1:2) oraz Anglią (0:0), za każdym razem wychodząc w podstawowym składzie. Nigeria jednak zajęła ostatnie miejsce w grupie.